# Jindřich Zdík
Jindřich Zdík (asi 1083 – 25. června 1150 Olomouc, latinsky Henricus Sdiko, Zdico, či Sdico, původním „barbarským“ jménem Zdík a od svěcení za biskupa Henricus) byl olomoucký biskup a diplomat, strýc pražského biskupa Daniela I.

## Mládí a kariéra biskupa
O jeho původu dosud panují mezi odborníky dohady. Zřejmě se jednalo o syna některého člena pražské dómské kapituly, a to nejspíše kronikáře Kosmy a jeho ženy Božetěchy.
Jako málo pravděpodobné se dnes jeví, že pocházel přímo z přemyslovského rodu. Další možnou verzí je, že jeho bratrem byl Magnus, kronikář a kanovník pražské kapituly, Kosmův druh v kapitule a následovník (a tedy možná syn) probošta a kancléře Juraty. S nejvyšší pravděpodobností se mu dostalo vzdělání v cizině. Roku 1123 absolvoval svoji první cestu do Jeruzaléma. 22. března 1126 byl jmenován olomouckým biskupem. Vysvěcen pak byl 3. října 1126 ve Wormsu. Roku 1130 mu olomoucký údělný kníže Václav Jindřich svěřil dostavbu chrámu sv. Václava v Olomouci. Jindřich Zdík ji jako nedostavěnou 30. června 1131 vysvětil. Roku 1140 kostel dokončil a založil u něj novou dvanáctičlennou kapitulu. Roku 1141 z něj udělal katedrálu, když přenesl sídlo biskupství od olomouckého kostela sv. Petra. Nechal u ní postavit románský biskupský palác, tzv. Zdíkův palác, a dům kapituly. Jindřich Zdík také vysvětil kostel na hoře Říp.
Jindřich Zdík prosazoval reformu majetku a organizace církve na Moravě. Díky vytvoření kapituly (skládala se ze správců bývalých hradských kostelů) rozmnožil majetky olomouckého biskupství na více než 200 obcí. Získal také některé enklávy pražského biskupství na Moravě. Jmenovitě Podivín i s mincovním právem. Snažil se také o nezávislost církve na světské moci. Její dosažení viděl ve spolupráci s českým knížetem, a proto Jindřich Zdík podporoval českého knížete Soběslava I. a později jeho nástupce knížete Vladislava II. Prosazoval také aktivně celibát pro kněze.

## Rozpory s moravskými údělnými knížaty

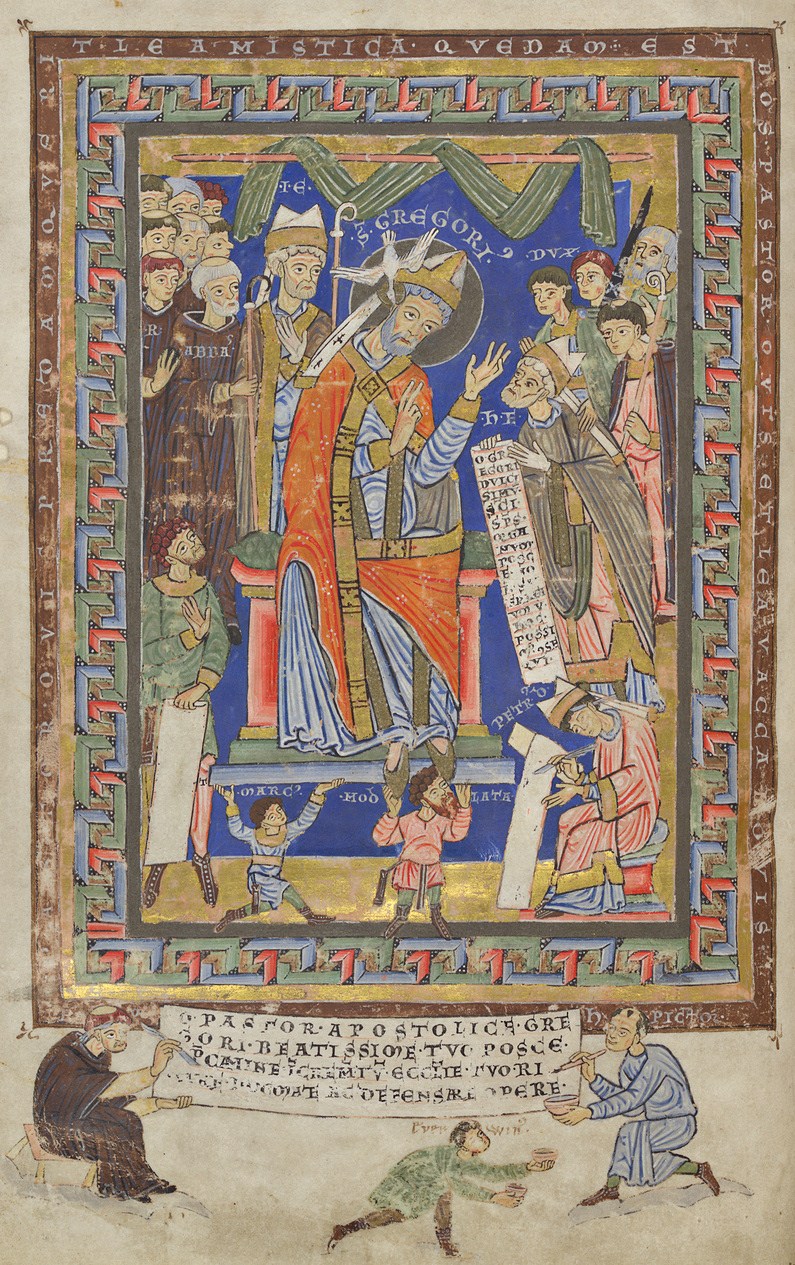
Dedikační listina z Olomouckého horologia (Jindřich Zdík po pravé straně s listinou)

Roku 1136 se Jindřich Zdík dostal do sporu s brněnským údělným knížetem Vratislavem o statky v Blansku. V letech 1137–38 vykonal druhou pouť do Jeruzaléma.
| „                                                         | A tak, když jsem toto v mysli pečlivě rozvažoval a pozoroval, že po cestě Boží jedni jdou tak, druzí onak, já Jindřich, z Boží vůle nehodný služebník olomouckého kostela, zatoužil jsem, abych byl včleněn mezi syny Boží, a uvažoval jsem i o tom, jaké dary bych dal za hojné dary Bohem mi udělené... přišlo mi, jak doufám, vnuknutím božím ny mysl, abych se vydal na zbožnou pouť do Jeruzaléma navštívit slavný hrob Páně a ostatní svatá místa a na místě, kde stanuly jeho nohy, pomodlil se k Pánu svému Ježíši. A když jsem se tam s pomocí boží dostal a na svatých místech nějaký čas pobyl, častěji jsem si opakoval onen výrok svatého Jeronýma: "Je chvalitebné, ne že jsi v Jeruzalémě byl, ale že jsi v Jeruzalémě dobře žil..." | “ |
| — Jindřich Zdík v zakládací listině Strahovského kláštera | |   |

Ze Svaté země si dovezl relikvii sv. Kříže. V roce 1139 se zúčastnil Druhého lateránského koncilu v Římě.
Po smrti českého knížete Soběslava I. se postavil za Vladislava II. a podporoval ho v jeho boji o nástupnictví s moravskými údělnými knížaty (ti se opírali o seniorátní právo). Roku 1142 dal Jindřich Zdík údělníky do klatby a vyhlásil nad diecézí interdikt a odešel do Prahy. Předtím se však pokusil údělníky odradit od vystoupení proti Vladislavovi. Po porážce Vladislava v bitvě u Vysoké ho Jindřich Zdík následoval do Německa, kde úspěšně žádali o pomoc římského krále Lothara III.
V roce 1144 se navrátil do Olomouce. Od římského krále Konráda III. a později od knížete Vladislava II. si vymohl tzv. imunitu (poddaní biskupa byli vyjmuti z pravomocí údělníků a zbaveni zemských povinností) a právo ražby mincí. Díky imunitě se Olomoucké biskupství stalo na Moravě samostatným církevně-politickým útvarem, který napříště nespadal pod moc moravských údělných knížat.
Počátkem roku 1145 byl na cestě do Říma u Úsobrna přepaden brněnským údělníkem Vratislavem, znojemským Konrádem II. a přemyslovcem Děpoltem (bratr Vladislava II.). Jindřichovi Zdíkovi se však podařilo prchnout a ukrýt se.
V letech 1146–48 byl zprostředkovatelem mezi znepřátelenými polskými knížaty, a to na žádost papeže a krále Konráda III. V roce 1147 se stal účastníkem neúspěšné křížové výpravy proti polabským Slovanům. Také přesvědčil Vladislava II. k účasti na křížové výpravě do Svaté země.

## Zakládání klášterů a osobnost biskupa
| „ | Když r. 1138 biskup Jindřich Zdík pouť do sv. země vykonav, členy řádu praemonstratského, tak zvané „bílé kněze" do Čech uvedl, vydobyl jim na knížeti kromě jiných darů také ves Mnetěš (nynější Netěš) pod Řipem s celým kopcem i chrámcem Řipským. | “ |

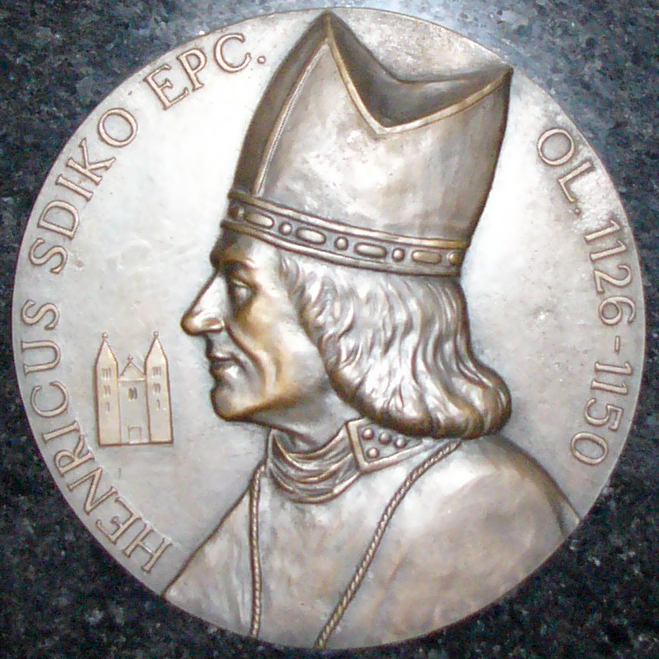
Jindřich Zdík – detail pamětní desky v dómu sv. Václava

K jeho významným počinům patří i to, že přivedl do Čech nový řeholní řád premonstrátů, který vždy upřednostňoval před benediktiny. V letech 1142–1143 založil spolu s Vladislavem II. nejstarší sídlo premonstrátů v Česku – Strahovský klášter (původně zvaného Sionská hora). Další premonstrátský klášter, nazvaný Olivetská hora, založil roku 1145 v Litomyšli. Ke konci života podporoval premonstráty v Želivě.
Jindřich Zdík založil v Olomouci kapitulní knihovnu a písárnu (tzv. skriptorium). V této dílně vznikl kodex, tak zvané Olomoucké horologium nebo Olomoucký kolektář, a biskupovy listiny.
Přátelil se s významnými muži té doby, např. s Bernardem z Clairvaux. Dopisoval si i s několika papeži. Byl mužem velmi vzdělaným a poměrně asketickým. Zavázal se řeholi sv. Augustina. Mimo jiné nejedl maso a dodržoval mlčenlivost. Biskup Zdík zemřel 25. června 1150 v Olomouci a na své výslovné přání pohřben ve Strahovském klášteře.
| „            | Léta po vtělení Páně MCLI, 25 dne měsíce Června vrátil pan Jindřich, biskup moravský, v hodném již stáří, vykonav plno dobrých skutků a almužen, ducha svého bohu... On byl, jakož si přál, za konání všelikých modliteb v pokoji pochován v klášteře Strahovském, k jehož založení a nadání všemožně byl přispíval... | “ |
| — Vincentius | |   |

Jeho nástupcem ve funkci olomouckého biskupa se stal Jan III. Založení Strahova dodnes připomíná barokní epitaf v bazilice Nanebevzetí Panny Marie, kde jsou uvedeni zakladatelé kláštera – Vladislav II. a biskup Jan společně s Jindřichem Zdíkem.